# Świergotek tajgowy
Świergotek tajgowy (Anthus hodgsoni) – gatunek małego, wędrownego ptaka z rodziny pliszkowatych (Motacillidae). Występuje w Azji oraz na wschodzie europejskiej części Rosji. Nie jest zagrożony wyginięciem.

## Morfologia
Długość ciała 15–17 cm; masa ciała 17–26,3 g. Brak dymorfizmu płciowego.

## Występowanie
Występuje na wschodzie europejskiej części Rosji, na Syberii, w Chinach, Japonii i w Himalajach. Zimuje w Azji Południowej i Południowo-Wschodniej.
Do Polski zalatuje sporadycznie (do 2020 roku stwierdzony 8 razy).

## Status i ochrona
IUCN uznaje świergotka tajgowego za gatunek najmniejszej troski (LC, Least Concern). Liczebność światowej populacji nie została oszacowana. W 2015 roku BirdLife International szacowała liczebność populacji europejskiej na 45–60 tysięcy par lęgowych. Ze względu na brak dowodów na spadki liczebności bądź istotne zagrożenia dla gatunku organizacja ta uznaje globalny trend liczebności populacji za prawdopodobnie stabilny.
Na terenie Polski gatunek ten jest objęty ścisłą ochroną gatunkową.

## Podgatunki
Wyróżniono dwa podgatunki A. hodgsoni:
- A. hodgsoni hodgsoni – Himalaje do środkowych Chin, także środkowa Japonia.
- A. hodgsoni yunnanensis – północno-zachodnia Rosja do Kamczatki, Sachalinu i Kuryli oraz na południe do Mongolii, północno-wschodnich Chin i północnej Japonii.